# Merobruchus knulli
Merobruchus knulli là một loài bọ cánh cứng trong họ Bruchidae. Loài này được White miêu tả khoa học năm 1941.